# ISO 3166-2:BL
Artículo principal: ISO 3166-2
ISO 3166-2:BL es el código para San Bartolomé en ISO 3166-2, parte del patrón de normalización ISO 3166 publicado por la Organización Internacional de Normalización (ISO), que define los códigos para los nombres de las principales subdivisiones (regiones, provincias, etc) de todos los países codificados en ISO 3166-1.
En la actualidad, no no hay códigos ISO 3166-2 definidos en la entrada para San Bartolomé, por ser un territorio que carece de subdivisiones definidas.
San Bartolomé, un territorio de ultramar de Francia, tiene oficialmente asignado el código BL en ISO 3166-1 alfa-2 desde 2007, tras separarse de Guadalupe. Además, tiene también asignado el código FR-BL en ISO 3166-2 bajo la entrada para Francia.

## Cambios
Los siguientes cambios a la entrada se han anunciado en informes de la ISO 3166/MA desde la primera publicación de la ISO 3166-2 en 1998:
| Informe        | Fecha de emisión | Descripción del cambio reportado                              |
| -------------- | ---------------- | ------------------------------------------------------------- |
| Newsletter I-9 | 28/11/2007       | Se añade una nueva entrada (según ISO 3166-1 Newsletter VI-1) |